# Родолфо Фолк
Родолфо Фолк (понекад италијанизован као Родолфо Фолки) (рођен 14. јануара 1906. у Ријеци, Аустроугарска - умро 2. октобра 1983. у Неми, Италија) био је италијански фудбалер који је играо као нападач.
Фолк се сматра једним од најплоднијих нападача у историји Роме и памти се као први стрелац клуба на званичном мечу. Од маја 2020. године је четврти најбољи стрелац у историји Роме, постигавши 103 гола у 157 наступа у лиги
У 2018. је уврштен је у клупску Галерију славних Роме.

## Каријера
Фолк рођен у Ријеци 1906. и почео да игра фудбал за тим свог града за Фијуману, знало се да је моћан нападач.
Одиграо је неслужбени меч са Фјорентином под лажним презименом Болтени, зато што је служио у војсци и није му било дозвољено да обавља било какву другу активност.
1928. године потписао га је новоформирани италијански клуб Рома и постао један од најважнијих играча током 1920-их и 1930-их. Био је први званични стрелац на првом клупском стадиону (Campo Testaccio).
Одигравши укупно 150 утакмица са Жуто црвенима, постигао је 103 гола за клуб и постигао први гол у првом главном дербију, победом од 1:0 против међуградског ривала Лација 1929. године.
Током сезоне 1930–31 , био је најбољи стрелац Серије А са 29 голова на 33 утакмице, помажући Роми да заврши као првак у лиги. Напустио Рому 1933, због личних проблема са Енрике Гуаита и Елвиа Банкера, и потписао уговор са клубом у Пизи.

## Лични живот
Родолфо Фолк рођен је 1906. у јадранском лучком граду Ријеци, Аустро-Угарска (данас Ријека, Хрватска), у етничкој словеначкој породици. Значење његовог породичног имена Фолк на словеначком језику је вук. Фолк је био симбол клуба Рома у којем је провео своје најплодније играчке дане и сматра се клупском легендом. Током међуратног периода и фашистичке државне политике присилне италијанизације био је познат под италијанизованим именом Родолфо Фолки. Његова прва супруга Гована преминула је прерано 1934.. После Другог светског рата он и његова друга супруга Марија, заједно са своја два сина, били су приморани да напусте Ријеку и на крају се настане у избегличком кампу у Латерини.  Касније се преселио у Рим и зарађивао за живот помоћу бројних слабо плаћених послова.
Фолк је умро, у ноћи између 2. и 3. октобра 1983. године, сиромашан и заборављен у старачком дому у малом граду Неми.

## Успеси

### Клуб
- Фиумана 
  - Серија Ц (1): 1940–41

### Индивидуално
- Најбољи стрелац Серије А: 1930–31 (29 голова)[5]
- ФК Фјорентина Галерија славних: 2015.
- Кућа славних Рома: 2018[6]

## Статистика каријере

### Статистика клупских наступа
| Сезона             | Клуб                | Шампионат          | Шампионат  | Шампионат  | Национална лига | Национална лига | Национална лига | Континантална лига | Континантална лига | Континантална лига | Укупно     | Укупно     |
| Сезона             | Клуб                | Лига               | Утакмица   | Голови     | Лига            | Утакмица        | Голови          | Лига               | Утакмица           | Голови             | Утакмица   | Голови     |
| ------------------ | ------------------- | ------------------ | ---------- | ---------- | --------------- | --------------- | --------------- | ------------------ | ------------------ | ------------------ | ---------- | ---------- |
| 1923–24            | Јувентус            | IV                 | ?          | ?          | -               | -               | -               | -                  | -                  | -                  | ?          | ?          |
| 1924–25            | Савоја (Ријека)     | IV                 | ?          | ?          | -               | -               | -               | -                  | -                  | -                  | ?          | ?          |
| 1925–26            | Глорија (Ријека)    | 2Д                 | 15         | 10         | -               | -               | -               | -                  | -                  | -                  | 15         | 10         |
| 1926–27            | Фјорентина          | ДП                 | 14         | 11         | -               | -               | -               | -                  | -                  | -                  | 14         | 11         |
| 1927–28            | Фијумана            | ДП                 | 16         | 16         | -               | -               | -               | -                  | -                  | -                  | 16         | 16         |
| Укупно             | Укупно              | Укупно             | 45         | 37         | -               | -               | -               | -                  | -                  | -                  | 45         | 37         |
| 1928–29            | Рома                | ДП                 | 30         | 24         | -               | -               | -               | -                  | -                  | -                  | 30         | 24         |
| 1929–30            | Рома                | A                  | 31         | 21         | -               | -               | -               | -                  | -                  | -                  | 31         | 21         |
| 1930–31            | Рома                | A                  | 33         | 29         | -               | -               | -               | -                  |                    | -                  | 33         | 29         |
| 1931–32            | Рома                | A                  | 33         | 17         | -               | -               | -               | -                  | 2                  | 2                  | 35         | 19         |
| 1932–33            | Рома                | A                  | 30         | 12         | -               | -               | -               | -                  | 1                  | 1                  | 31         | 13         |
| Укупно за Рому     | Укупно за Рому      | Укупно за Рому     | 157        | 103        | -               | -               | -               | -                  | -                  | -                  | 160        | 106        |
| 1933–34            | Пиза                | 2Д                 | 30         | 16         | -               | -               | -               | -                  | -                  | -                  | 30         | 16         |
| 1934–35            | Тријестина          | A                  | 6          | 1          | -               | -               | -               | -                  | -                  | -                  | 6          | 1          |
| Укупно             | Укупно              | Укупно             | 36         | 17         | -               | -               | -               | -                  | -                  | -                  | 36         | 17         |
| 1935–36            | Фијумана            | C                  | 22         | 17         | -               | -               | -               | -                  | -                  | -                  | 22         | 17         |
| 1936–37            | Фијумана            | C                  | 24         | 13         | -               | -               | -               | -                  | -                  | -                  | 24         | 13         |
| 1937–38            | Фијумана            | C                  | 29         | 11         | -               | -               | -               | -                  | -                  | -                  | 29         | 11         |
| 1938–39            | Фијумана            | C                  | 17         | 7          | -               | -               | -               | -                  | -                  | -                  | 17         | 7          |
| 1939–40            | Фијумана            | C                  | 25         | 13         | -               | -               | -               | -                  | -                  | -                  | 25         | 13         |
| 1940–41            | Фијумана            | C                  | 23         | 13         | -               | -               | -               | -                  | -                  | -                  | 23         | 13         |
| 1941–42            | Фијумана            | B                  | 5          | -          | -               | -               | -               | -                  | -                  | -                  | 5          | -          |
| Укупно за Фијуману | Укупно за Фијуману  | Укупно за Фијуману | 161        | 90         | -               | -               | -               | -                  | -                  | -                  | 161        | 90         |
| 1942–45            | није играо          | није играо         | није играо | није играо | није играо      | није играо      | није играо      | није играо         | није играо         | није играо         | није играо | није играо |
| 1945–46            | Р.О.М.С.А. (Ријека) | ?                  | 2          | -          | -               | -               | -               | -                  | -                  | -                  | 2          | -          |
| 1946–47            | Пролетер (Ријека)   | ?                  | ?          | ?          | -               | -               | -               | -                  | -                  | -                  | ?          | ?          |
| 1947–48            | Пролетер (Ријека)   | ?                  | ?          | ?          | -               | -               | -               | -                  | -                  | -                  | ?          | ?          |
| 1948–49            | Монтеварки          | Пром.              | 14         | 5          | -               | -               | -               | -                  | -                  | -                  | 14         | 5          |
| Укупно 1942-49     | Укупно 1942-49      | Укупно 1942-49     | 16         | 5          | -               | -               | -               | -                  | -                  | -                  | 16         | 5          |
| УКУПНО             | УКУПНО              | УКУПНО             | 415        | 252        | -               | -               | -               | -                  | -                  | -                  | 415        | 252        |

## Статистика наступа за другу репрезентацију Италије
| Статистика утакмица и голова за другу репрезентацију - Италијe | Статистика утакмица и голова за другу репрезентацију - Италијe | Статистика утакмица и голова за другу репрезентацију - Италијe | Статистика утакмица и голова за другу репрезентацију - Италијe | Статистика утакмица и голова за другу репрезентацију - Италијe | Статистика утакмица и голова за другу репрезентацију - Италијe | Статистика утакмица и голова за другу репрезентацију - Италијe |
| Датум                                                          | Град                                                           | Домаћин                                                        | Разултат                                                       | Гост                                                           | Турнир                                                         | Голови Фолка                                                   |
| -------------------------------------------------------------- | -------------------------------------------------------------- | -------------------------------------------------------------- | -------------------------------------------------------------- | -------------------------------------------------------------- | -------------------------------------------------------------- | -------------------------------------------------------------- |
| 17-4-1929                                                      | Атина                                                          | Грчка                                                          | 1-4                                                            | Италија                                                        | пријатељски меч                                                | 2                                                              |
| 12-4-1931                                                      | Луксембург                                                     | Луксембург                                                     | 0-3                                                            | Италија                                                        | пријатељски меч                                                | 1                                                              |
| 19-4-1931                                                      | Александрија                                                   | Италија                                                        | 2-0                                                            | Француска                                                      | пријатељски меч                                                | 1                                                              |
| 14-5-1931                                                      | Будимпешта                                                     | Мађарска                                                       | 0-1                                                            | Италија                                                        | пријатељски меч                                                | -                                                              |
| 17-5-1931                                                      | Софија                                                         | Бугарска                                                       | 2-2                                                            | Италија                                                        | пријатељски меч                                                | 1                                                              |
|                                                                |                                                                | Утакмице                                                       | 5                                                              |                                                                | Голови                                                         | 5                                                              |